# Umbrete (kommunhuvudort)
Umbrete är en kommunhuvudort i Spanien.   Den ligger i provinsen Provincia de Sevilla och regionen Andalusien, i den sydvästra delen av landet, 400 km sydväst om huvudstaden Madrid. Umbrete ligger 122 meter över havet och antalet invånare är 5 527.
Terrängen runt Umbrete är platt. Runt Umbrete är det ganska tätbefolkat, med 149 invånare per kvadratkilometer. Närmaste större samhälle är Sevilla, 16,4 km öster om Umbrete. Trakten runt Umbrete består till största delen av jordbruksmark.